# 久世綏之
久世 綏之（くぜ やすゆき）は、江戸時代中期から後期にかけての下総国関宿藩の世嗣。官位は従五位下出雲守。

## 略歴
久世広誉の長男として誕生。幼名は雄之助。生年は安永2年（1773年）とも。正室は西尾忠移の娘。
寛政3年（1791年）6月1日、第11代将軍・徳川家斉に初御目見する。12月16日、従五位下、出雲守に叙任する。しかし、文化10年（1813年）に病弱を理由に廃嫡された。
代わって、子・広運が文化14年（1817年）に隠居した広誉の跡を継いだ。綏之は広運の末期養子となった広周の時代に死去した。